# Budweiser/G.I. Joe's 200 1991
Budweiser/G.I. Joe's 200 1991 var ett race som var den sjunde deltävlingen i PPG IndyCar World Series 1991. Racet kördes den 23 juni på Portland International Raceway. Michael Andretti tog sin andra seger för säsongen, och närmade sig mästerskapsledande Bobby Rahal något. Emerson Fittipaldi slutade tvåa, medan Rahal tog ytterligare en pallplats på tredje.

## Slutresultat
| Plats | Förare                | Team                     | Grid | Kvaltid |
| ----- | --------------------- | ------------------------ | ---- | ------- |
| 1     | Michael Andretti      | Newman/Haas Racing       | 4    | 57,45   |
| 2     | Emerson Fittipaldi    | Marlboro Team Penske     | 1    | 56,49   |
| 3     | Bobby Rahal           | Galles-Kraco Racing      | 8    | 57,50   |
| 4     | Al Unser Jr.          | Galles-Kraco Racing      | 5    | 57,46   |
| 5     | Mario Andretti        | Newman/Haas Racing       | 7    | 57,48   |
| 6     | Rick Mears            | Marlboro Team Penske     | 2    | 56,60   |
| 7     | Arie Luyendyk         | Vince Granatelli Racing  | 10   | 58,14   |
| 8     | Scott Pruett          | Truesports Co.           | 3    | 57,14   |
| 9     | Eddie Cheever         | Chip Ganassi Racing      | 9    | 57,52   |
| 10    | Scott Goodyear        | UNO Racing               | 15   | 58,73   |
| 11    | Mike Groff            | Euromotorsport           | 12   | 58,45   |
| 12    | Jeff Andretti         | Bruce Levens Racing      | 11   | 58,36   |
| 13    | Tony Bettenhausen Jr. | Bettenhausen Motorsports | 16   | 58,88   |
| 14    | Hiro Matsushita       | Dick Simon Racing        | 18   | 59,78   |
| 15    | Scott Brayton         | Dick Simon Racing        | 13   | 58,45   |
| 16    | A.J. Foyt             | A.J. Foyt Enterprises    | 20   | 1.00,45 |
| 17    | Ted Prappas           | P.I.G. Racing            | 17   | 59,76   |
| 18    | Guido Daccò           | Genoa Racing             | 21   | 1.02,21 |
| 19    | John Andretti         | Hall/VDS Racing          | 11   | 58,36   |
| 20    | Jeff Wood             | Arciero Racing           | 22   | 1.02,53 |
| 21    | Danny Sullivan        | Patrick Racing           | 6    | 57,47   |
| 22    | Didier Theys          | Leader Cards Racing      | 19   | 1.00,31 |
| 23    | Dale Coyne            | Dale Coyne Racing        | 23   | 1.04,25 |